# Логінова (Абатський район)
Ло́гінова (рос. Логинова) — присілок у складі Абатського району Тюменської області, Росія.
Населення — 189 осіб (2010, 235 у 2002).
Національний склад станом на 2002 рік:
- росіяни — 94 %